# Municipio de Tioga (Kansas)
El municipio de Tioga (en inglés: Tioga Township) es un municipio ubicado en el condado de Neosho en el estado estadounidense de Kansas. En el año 2010 tenía una población de 885 habitantes y una densidad poblacional de 8,14 personas por km².

## Geografía
El municipio de Tioga se encuentra ubicado en las coordenadas 37°42′56″N 95°25′13″O / 37.71556, -95.42028. Según la Oficina del Censo de los Estados Unidos, el municipio tiene una superficie total de 108.73 km², de la cual 106,98 km² corresponden a tierra firme y (1,61 %) 1,75 km² es agua.

## Demografía
Según el censo de 2010, había 885 personas residiendo en el municipio de Tioga. La densidad de población era de 8,14 hab./km². De los 885 habitantes, el municipio de Tioga estaba compuesto por el 97,18 % blancos, el 0,23 % eran afroamericanos, el 1,13 % eran amerindios, el 0,23 % eran asiáticos, el 0,34 % eran de otras razas y el 0,9 % eran de una mezcla de razas. Del total de la población el 1,13 % eran hispanos o latinos de cualquier raza.